# Sven Lundgren (friidrottare)
Sven Emil Lundgren, född 29 september 1896 i Bromma församling, död 18 juni 1960 i Västerleds församling, var en svensk medeldistanslöpare. Han tävlade för IK Göta och utsågs 1928 till Stor grabb nummer 42 i friidrott. Han arbetade i det civila som lagerchef i Stockholm.
Sven Lundgren hade världsrekordet på 1 000 m åren 1922 till 1926. Han var svensk rekordhållare på 800 m 1921–1925 och på 1 000 m 1922–1929. Vid OS 1920 var han med i det svenska bronslaget på 3 000 m lagtävling, blev femma på 1 500 m och utslagen på 800 m. Han vann fyra SM på 800 m (1919 till 1923) och fyra på 1500 m (1919 till 1924). Sven Lundgren är begravd på Bromma kyrkogård.

## Karriär
År 1919 vann Sven Lundgren SM både på 800 m (2.00,9) och 1 500 m (4.05,5). Han vann även Dicksonpokalen. Dessutom deltog Lundgren detta år i klubblagets (IK Göta) uppställning som slog världsrekord på 4 x 1 500 m (övriga var Gustaf Peterson, Josef Lindbom och Rudolf Falk) med tiden 16.40,2. Rekordet slogs först 1925 (av IF Linnéa).
Han upprepade sina dubbelsegrar vid SM (800 och 1 500 m) 1920 och 1921 (1.57,5/4,08,1 resp. 1.57,1/4,02,2). Även 1920 vann han Dicksonpokalen.
Vid OS i Antwerpen 1920 kom Lundgren femma i finalen på 1 500 m (4.06,3) efter att ha vunnit sin semifinal på 4.07,0. På 800 m vann han sitt kvartsfinalheat (2.00,6), men blev i semifinalen med tiden 1.58,1 utslagen på fjärde plats i sitt heat (de tre främsta gick vidare till final). I lagtävlingen över 3 000 m deltog Lundgren i det svenska laget som tog bronsmedalj (de andra lagmedlemmarna var Edvin Wide och Eric Backman). Individuellt kom Lundgren på trettonde plats på 3 000 m.
Den 21 september 1921 förbättrade Sven Lundgren Anatole Bolins svenska rekord på 800 m från 1918 med ett lopp i Stockholm på 1.54,3. Han behöll rekordet till 1925 då Artur Svensson slog det.
År 1922 förbättrade Lundgren världsrekordet på löpning 500 meter och Anatole Bolins världsrekord på 1 000 m (från 1918) till 2.28,6. Han behöll världsrekordet till 1926 då fransmannen Sera Martin förbättrade det. Det svenska rekordet fick han behålla till 1929 då Birger Kraft slog det. 1922 vann han Dicksonpokalen för tredje gången.
År 1923 vann Lundgren SM på 800 m för fjärde gången, nu på 1.54,7.
Lundgren vann ett sista SM-tecken på 1 500 m år 1924, på 4,05,1. Detta år deltog han vid OS i Paris men slogs ut i försöken på 800 m och deltog även i det svenska laget som slogs ut på 3 000 m lagtävling (de andra var Edvin Wide och Axel Eriksson).